# Aloe aculeata
Espèce
Classification APG III (2009)
Statut CITES
Aloe aculeata est une espèce de plantes à fleurs de la famille des Xanthorrhoeaceae. C'est un aloès natif des régions de Limpopo et de Mpumalanga en Afrique du Sud, mais également situées le long du centre et du sud du Mozambique et du Zimbabwe.
Cette espèce grandit sur des affleurements rocheux présents dans les prairies et les brousses sèches.
Aculeata (« épineux ») fait référence aux épines présentes sur la surface des feuilles et les dents sur les bords des feuilles.

## Description
Les feuilles de cette plante mesurent de 30 à 60 cm.
Les bourgeons sont de couleur rouge orangé à jaune et deviennent orange à jaune lorsque les fleurs s'ouvrent.
Les fleurs mesurent 23 à 40 mm de long,.
Aloe aculeata était présent sur le verso des pièces de 10 centimes sud-africaines entre 1965 et 1989. Cette plante peut être trouvée au jardins botaniques de Gibraltar.